# Yoshitsugu Tatekawa
 Yoshitsugu Tatekawa  (建川 美次, Tatekawa Yoshitsugu), né le 3 octobre 1880 – décédé le 9 septembre 1945, est lieutenant général dans l'Armée impériale japonaise durant la Seconde Guerre mondiale. Il joue un rôle important lors de l'incident de Mukden en 1931 en tant que major-général et il conclut le pacte de neutralité soviéto-japonais en 1941 en tant qu'ambassadeur en Union soviétique.

## Biographie
Né à Niigata dans la préfecture de Niigata, Tatekawa est diplômé de la 13e promotion de l'Académie de l'armée impériale japonaise en 1901. Il participe à la guerre russo-japonaise de 1904-1905 où il prend part à d'audacieuses patrouilles de reconnaissance au plus profond des lignes russes. En 1909, il est diplômé de la 21e promotion de l'École militaire impériale du Japon.
De 1920 à 1922, Tatekawa est membre de la délégation japonaise à la Société des Nations. Après son retour au Japon, il est attaché au 1er régiment de cavalerie de l'AIJ puis est nommé commandant du 5e régiment de cavalerie de 1923 à 1924.
De 1924 à 1928, Tatekawa est chef de la 4e section (européenne et américaine du renseignement), 2e bureau du Quartier général impérial, supervise les opérations de renseignement militaire en Union soviétique. Il sert enduite comme attaché militaire en Chine de 1928 à 1929
Alors que les tensions s'accroissent en Mandchourie entre l'armée japonaise du Guandong et les forces chinoises, Tatekawa est envoyé à Mukden par Jirō Minami, ministre japonais de la guerre, pour empêcher l'armée du Guandong de faire tout mouvement précipité qui engagerait le Japon dans une guerre avec la Chine. Bien que l'armée du Guandong est nominalement subordonnée au Quartier général impérial, sa direction fait montre d'une importante autonomie comme le montre son complot indépendant d'assassinat de Zhang Zuolin en 1928.
Toutefois, lorsque Tatekawa arrive à Mukden, il ne peut empêcher l'invasion et l'occupation de la Mandchourie. Au lieu de cela, après qu'il a informé le commandement de l'armée du Guandong que Tokyo interdit expressément toute action sans ordres, il s'enivre volontairement jusqu'à s'endormir tandis qu'explosent les voies de la Société des chemins de fer de Mandchourie du Sud, ce qui déclenche l'incident de Mukden de 1931. Il justifie plus tard son échec en déclarant qu'il n'est pas arrivé à temps pour arrêter le complot.
Après l'incident de Moukden, Tatekawa est envoyé à Suisse de 1931 à 1932 comme membre de la délégation japonaise à la Conférence pour le désarmement de Genève. À son retour au Japon en 1932, il est rapidement promu au rang de lieutenant général. De 1932-1933, il sert comme représentant permanent de l'armée japonaise auprès de la Société des Nations.
En 1934, Tatekawa est nommé commandant de la 10e division et en 1935 de nouveau affecté au commandement de la 4e division. Il est impliqué dans l'incident du 26 février 1936 et contraint de se retirer du service militaire.
En 1940, Tatekawa est nommé ambassadeur en Union soviétique. Il joue un rôle crucial dans la négociation du Pacte nippo-soviétique de neutralité de 1941, signé deux ans seulement après la cessation des conflits frontaliers soviéto-japonais. Tatekawa négocie également un pacte de neutralité similaire entre la République populaire mongole et le Mandchoukuo. Il rentre au Japon en 1942 et meurt en 1945. Sa tombe se trouve au cimetière de Tama à Fuchū dans l'agglomération de Tokyo.

## Source de la traduction
- (en) Cet article est partiellement ou en totalité issu de l’article de Wikipédia en anglais intitulé « Yoshitsugu Tatekawa » (voir la liste des auteurs).